# Pierre Johanns
Compléments
Johanns fut un des premiers à réfléchir le mystère chrétien à l'aide de la pensée hindoue (l'Advaita)
Pierre Johanns, né le 1er avril 1882 à Heinerscheid (Grand-Duché de Luxembourg) et décédé le 8 février 1955 à Arlon (Belgique), est un prêtre jésuite luxembourgeois, missionnaire en Inde et indianiste.

## Études et carrière
Dixième d’une famille de dix-huit enfants Pierre Johanns entre au noviciat de la Compagnie de Jésus en 1903. 
Il est ordonné prêtre en 1914, à la fin de ses études de théologie au théologat jésuite de Louvain. Déjà familier des langues classiques européennes il se spécialise en philosophie à l’université de Louvain et poursuit avec deux ans d'indologie à Oxford (Angleterre) où il étudie le Sanskrit et la philosophie de Shankara. 
En 1921 Johanns arrive en Inde où il commence son enseignement comme professeur aux Facultés Saint-Xavier de Calcutta, et au théologat jésuite de Kurseong, près de Darjeeling. Avec son confrère Georges Dandoy Il fonde en 1922 la première revue consacrée au dialogue entre l’Hindouisme et le Christianisme : ‘The Light of the East’.  Il y contribue de très nombreux articles dans le sens de la nouvelle missiologie de Pierre Charles : approfondir l’Hindouisme et y découvrir ce qui sont peut-être des ‘pierres d’attente’ du Christ. Des problèmes de santé le contraignent à rentrer en Belgique en 1939.
En Europe Johann contribue à une connaissance positive et sympathique de l’Hindouisme par ses conférences sur le Vedanta. Après la Seconde Guerre mondiale il dirige pendant huit ans un ‘juvénat indien’ qui prépare ses jeunes confrères destinés à œuvrer en Inde. Au programme, le sanskrit remplace le grec et latin et la culture indienne est substituée à la littérature européenne.  
Perdant progressivement ses facultés mentales Pierre Johanns se retire au noviciat jésuite d’Arlon où il meurt le 8 février 1955. 

## Dialogue avec l'hindouisme
Examinant les écrits des grands penseurs Hindous de la non-dualité (Advaita), Shankara (788-820?), Ramanuja (1017-1137) et Vallabha (1479-1531), Johanns en fait une sorte de synthèse védantique cohérente qu'il confronte alors à la philosophie et théologie chrétienne, dans son expression thomiste. Il y découvre de nombreuses 'pierres d'attente' du Christ, et estime, en retour, que l'expression spirituelle et mystique chrétienne peut s'affiner au contact de l'Advaitisme.
Dans cette compréhension positive de la spiritualité et théologie hindoue Johanns fut un pionnier. Il la popularisa dans la revue Light of the East (publiée par Georges Dandoy, à Calcutta, à partir de 1922). Il préparait ainsi le changement radical d'approche des religions orientales qui fut consacré par le concile Vatican II dans sa déclaration Nostra Ætate (sur les religions non-chrétiennes). Lui-même mystique et disciple de Brahmabandav Upadhyaya, il fit des émules et eut des disciples parmi les jésuites belges de Calcutta; de manière informelle ce groupe est connu sous le nom de Calcutta School of Indology (en). Ainsi se mit en route un mouvement d'inculturation de la foi chrétienne  qui a depuis lors pris beaucoup d'ampleur. 
L'œuvre principale de Johanns - qui rassemble de nombreux articles publies dans ‘Light of the East’ - fut publiée (en 1932-33) sous le titre de Vers le Christ par le Védanta. 

## Écrits
- Vers le Christ par le Védanta (2 vol.), Louvain, 1932-1933
- Hinduism, London, 1935
- Introduction to the Vedanta, Ranchi (Inde), 1943
- La pensée religieuse de l'Inde, Namur, 1952